# Filamine C
La filamine C (appelée aussi ABP 280)  est l'une des filamines, protéine musculaire se fixant sur l'actine. Son gène est le FLNC  situé sur le chromosome 7 humain.

## Rôle
Elle est synthétisée dans le muscle squelettique et dans le cœur. Elle se fixe sur plusieurs protéines musculaires, dont l'actine, la myotiline, l'intégrine bêta 1.

## En médecine
La mutation du gène entraîne une forme de myopathie essentiellement distale, avec une atteinte cardiaque dans un tiers des cas. D'autres mutations entraînent une atteinte cardiaque exclusive à type de cardiomyopathie dilatée avec un risque élevé de mort subite de manière non corrélé avec la fraction d'éjection.